# Gare de Chengdu-Est
 (janvier 2016).
Si vous disposez d'ouvrages ou d'articles de référence ou si vous connaissez des sites web de qualité traitant du thème abordé ici, merci de compléter l'article en donnant les références utiles à sa vérifiabilité et en les liant à la section « Notes et références ».

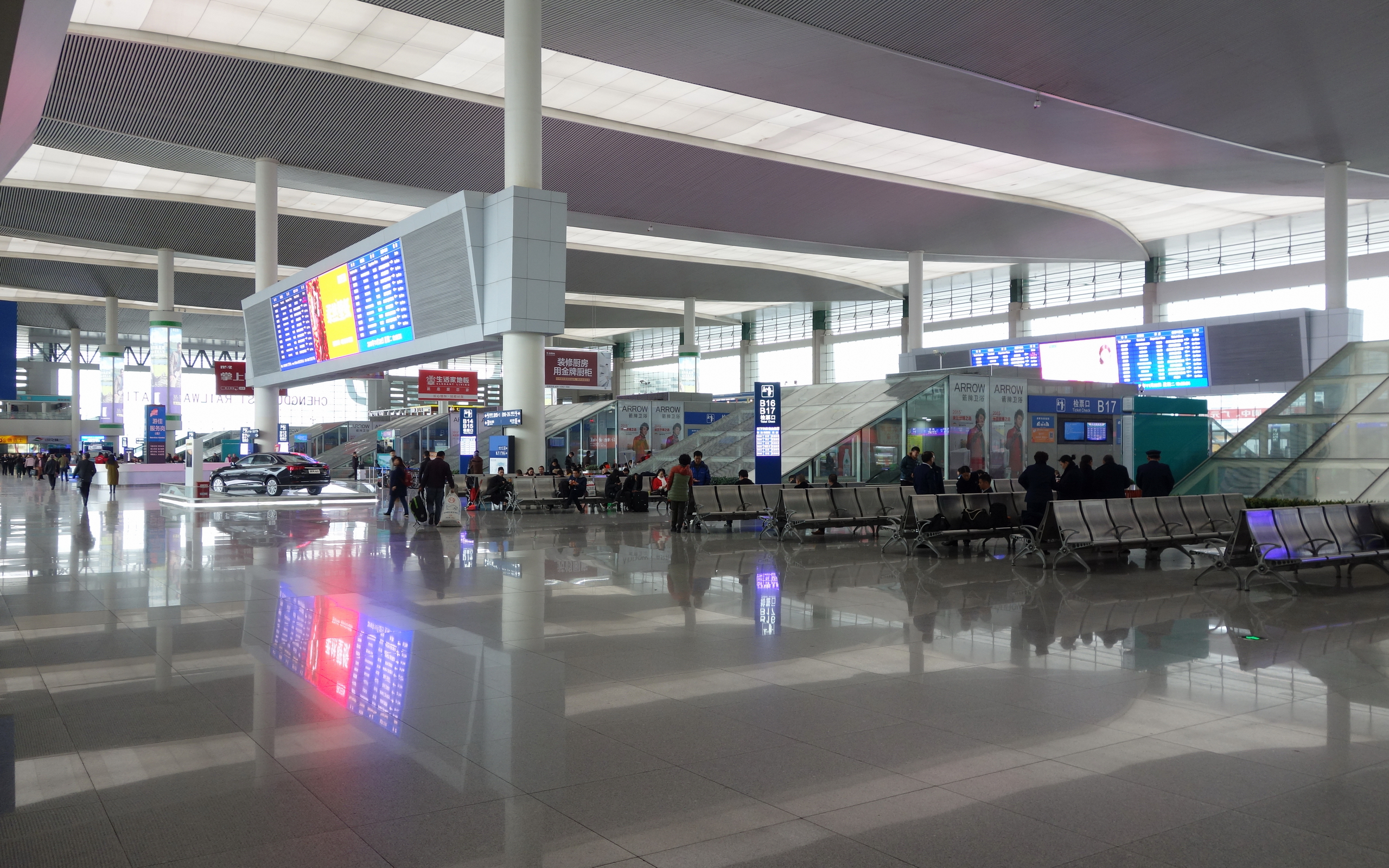
Gare de Chengdu-Est

La gare de Chengdu-Est est une gare ferroviaire chinoise situé à Chengdu, elle est mise en service depuis 2011.

## Histoire
Cette gare est mise en service depuis le 8 mai 2011.

## Service des voyageurs

### Accueil
Cette gare dispose d'un grand bâtiment voyageurs avec guichets et de distributeurs automatiques. Afin d'entrer dans la salle d'attendre, tous les voyageurs doivent munir le billet valable et passer le contrôle de sécurité. L'accès au train sera fermé cinq minutes avant le départ.

### Desserte
En 2016, la gare de Chengdu-Est est desservie par les lignes suivantes (les principaux arrêts, le temps du trajet en moyen est dans la parenthèse):

#### TGV
La vitesse du TGV peut atteindre jusqu'à 300 km/h selon les différentes sections.
- Chengdu - Jianyang - Ziyang - Zizhong - Neijiang - Longchang - Rongchang - Yongchuan - Dazu - Bishan - Chongqing (1h20)
- Mianyang - Deyang - Chengdu - Neijiang - Dazu - Chongqing (2h40)
- Chengdu - Chongqing - Lichuan - Yichang - Jingzhou - Wuhan - Zhengzhou - Shijiazhuang - Pékin (14h40)
- Chengdu - Chongqing - Lichuan - Yichang - Jingzhou - Wuhan - Yueyang - Changsha - Chenzhou - Shaoguan - Guangzhou (14h07)

#### Autorail
La vitesse de l'autorail en Chine (Dongche) est entre 160 à 300 km/h selon les différentes sections.
- Chengdu - Chongqing - Lichuan - Enshi - Yichang - Jingzhou - Wuhan <  Zhumadian - Luohe - Zhengzhou (12h40)
 Heifei - Nankin <   Wuxi - Suzhou - Shanghai (14h50)
 Huzhou - Hangzhou (14h36)
 Huangshi - Nanchang - Fuzhou (Jiangxi) - Fuzhou (Fujian) (15H58)
- Chengdu - Hechuan - Chongqing - Fengdu - Shizhu - Yichang - Lichuan - Engshi - Yichang - Jingzhou - Wuhan/Hankou (9h00)
- Chengdu - Suining - Tongnan - Hechuan - Chongqing - Changshou - Fuling - Fengdu - Shizhu (3h35)
- Chengdu - Suining - Nanchong - Yingshan - Dazhou (3h00)
- Jiangyou - Mianyang - Deyang - Guanghan - Xindu - Chengdu - Chengdu-Sud - Aéroport de Shuangliu - Xinjin - Meishan - Leshan - Emershan

#### Train Classique
Le train classique en Chine est, comme le train Corail en France, pour la plupart équipé en voitures-couchettes et de restauration.
| Les trains classiques en gare de Chengdu-Est |             | |                            |                     |
| Type de train                                | Destination | Principaux arrêts desservis | Temps de parcours en moyen | Nombre A/L par jour |
| Express (T)                                  | Wuchang     | Nanchong - Dazhou - Wanyuan - Ankang - Shiyan - Xiangyang - Suizhou                                                              | 16h30                      | 1                   |
| Express (T)                                  | Guiyang     | Tongnan - Hechuan - Zunyi | 11h37                      | 1                   |
| Rapide (K)                                   | Guiyang     | Ziyang - Neijiang - Yibin - Zhaotong - Liupanshui - Anshun                                                                       | 20h00                      | 1                   |
| Rapide (K)                                   | Guangyuan   | Suining - Nanchong - Langzhong                                                                                                   | 4h10                       | 1                   |
| Rapide (K)                                   | Langzhong   | Suining - Nanchong - Nanbu | 4h00                       | 2                   |
| Rapide (K)                                   | Nanchang    | Dazhou - Wanzhou - Lichuan - Yichang - Changde - Changsha - Pingxiang - Xinyu                                                    | 25h19                      | 1                   |
| Rapide (K)                                   | Guilin      | Daying - Suining - Chongqing - Tongren - Huaihua - Liuzhou                                                                       | 25h49                      | 1                   |
| Rapide (K)                                   | Shenzhen    | Dazhou - Wanzhou - Yichang - Wuchang - Ezhou - Nanchang - Ji'an - Xingguo - Ganzhou - Longchuan - Dongguan                       | 40h37                      | 1                   |
| Rapide (K)                                   | Shenzhen    | Chongqing - Zunyi - Guiyang - Zhenyuan - Huaihua - Zhuzhou - Hengyang - Chenzhou - Shaoguan                                      | 39h50                      | 1                   |
| Rapide (K)                                   | Hangzhou    | Nanchong - Wanzhou - Lichuan - Enshi - Yichang - Wuchang - Shangrao - Jinhua - Yiwu                                              | 34h35                      | 1                   |
| Rapide (K)                                   | Wenzhou     | Nanchong - Wanzhou - Badong - Enshi - Yichang - Wuchang - Shangrao - Lishui - Qingtian                                           | 36h35                      | 1                   |
| Rapide (K)                                   | Hohhot      | Suining - Nanchong - Dazhou - Xuanhan - Wanyuan - Ankang - Xunyang - Zhen'an - Xi'an - Yan'an - Suide - Yulin (Shaanxi) - Baotou | 25h49                      | 1                   |
| Rapide (K)                                   | Changsha    | Chongqing - Qianjiang - Tongren - Huaihua - Xupu - Xiangtan - Zhuzhou                                                            | 20h39                      | 1                   |
| Rapide (K)                                   | Changsha    | Chongqing - Engshi - Yichang - Changde - Yiyang                                                                                  | 19h00                      | 1                   |

## Intermodalité
- Métro: Ligne 2 Ligne 7
- Bus: 2, 4, 38, 40, 47, 71, 91, 101, 121, 146, 147, 317 (Navette Aéroport), 817[1]